# Schismatoglottis ferruginea
Schismatoglottis ferruginea är en kallaväxtart som beskrevs av Elmer Drew Merrill. Schismatoglottis ferruginea ingår i släktet Schismatoglottis och familjen kallaväxter. Inga underarter finns listade.